# Shawn Collins
Pour les articles homonymes, voir Collins.
(en) Statistiques sur pro-football-reference
(en) Statistiques sur statscrew
Shawn Collins, né le 20 février 1967 à San Diego (Californie), est un américain, joueur professionnel de football américain et de football canadien au poste de wide receiver.
Il joue au sein de la National Football League de 1989 à 1993 puis dans d'autres ligues jusqu'en 1997, principalement dans la Ligue canadienne de football (LCF).

## Carrière
Collins joue d'abord au football américain universitaire avec les Lumberjacks de Northern Arizona (en).
Il est sélectionné par les Falcons d'Atlanta au 1er tour de la draft 1989 de la NFL en 27e choix global. Il joue les saisons 1989, 1990 et 1991 avec les Falcons.
Il joue ensuite en NFL avec les Browns de Cleveland, les Packers de Green Bay et les Buccaneers de Tampa Bay.
Il rejoint la Ligue canadienne de football en 1995 et y joue pour les Mad Dogs de Memphis et les Blue Bombers de Winnipeg.
En 1995, il rejoint la franchise européenne de Francfort Galaxy évoluant dans la défunte World League of American Football avec qui il remporte le World Bowl '95 (en).
Il termine sa carrière professionnelle en Indoor Football League américaine chez les Barnstormers de l'Iowa.